# Рубан, Сергей Эдуардович
Сергей Эдуардович Рубан (14 октября 1962, Москва — 10 декабря 2015, там же) — советский и российский актёр, каскадёр, первый чемпион СССР по армрестлингу; внесён в Книгу рекордов Гиннесса как самый тяжёлый культурист России и Европы, признан самым высоким культуристом России. При росте почти два метра (1 метр 98 см) он имел чистую мышечную массу 155 килограммов. Вице-президент московской ассоциации бодибилдинга; входил в сборную гладиаторов мира; выступал под именем «Спартак».

## Биография
Родился в Москве на Таганке на улице Большая Коммунистическая. Учился в обычной московской школе и в детстве был тихим и худосочным мальчиком. Служил в армии. Окончил Московский авиационный техникум имени Туманского (Московский колледж авиационного моторостроения). Окончил Московский авиационный институт. Несколько лет работал на заводе АЗЛК.

## Карьера
В 1983 году случайно увидел фотографию Арнольда Шварценеггера и сразу же понял, что хочет быть похожим на него. Начал заниматься в спортклубе «Атлет».
В 1985 попробовал себя в армрестлинге. На чемпионате Москвы занял второе место. В финальной схватке соперник порвал ему связки, но зато через две недели он выиграл чемпионат СССР по армрестлингу и стал первым чемпионом СССР по этому виду спорта.
Сергей уже лет пять занимался бодибилдингом, когда в 1990 году ему предложили поучаствовать в конкурсе каскадёров, причём не простых, а конных. В конном театре Кантемирова Сергей научился не только ездить на лошади, но и приёмам рукопашного боя, сценическому фехтованию. В дальнейшем был приглашён на «Мосфильм» для съёмок в фильме «Мордашка», где снимался вместе с Дмитрием Харатьяном.
В середине 1990-х годов на съёмках фильма «Ширли-мырли» Сергей получил предложение поучаствовать в чемпионате мира среди гладиаторов в Англии, где выступал под именем «Спартак» вместе с Владимиром «Динамитом» Турчинским. Соревнования проходили в Бирмингеме целых две недели. Был приглашён на приём к английской королеве.
В 1992 году через 11 лет упорных тренировок Сергей занял 4-е место на первенстве Москвы по бодибилдингу в тяжёлом весе.
Играл в театре на Таганке и театре им. Моссовета, участвовал в мюзикле «Воины духа». Снялся в двадцати фильмах, два из которых снимали голливудские компании в России: «Зал ожидания», «Цареубийца», «Линия жизни», «Бегущий по льду», «Даже не думай-2». В последний раз он появился на экране в 125-й серии популярного в своё время сериала «Моя прекрасная няня», где исполнил роль тренера.

## Смерть
В результате судебно-медицинской экспертизы была выявлена причина смерти Сергея — острая коронарная недостаточность вследствие кровоизлияния в атеросклеротическую бляшку правой венечной артерии (инфаркт). Был похоронен на Николо-Архангельском кладбище рядом с отцом и дедом. На похоронах присутствовали родственники и узкий круг друзей.

## Семья
- дед  — Василий Павлович Рубан
- бабушка —  Зоя Ивановна Рубан (Макарова)
- отец —  Эдуард Васильевич Рубан
- мать — Роза Прокофьевна Рубан
- жена (в разводе) — Любовь Игоревна Ланская (Рубан)
- сын — Павел Сергеевич  Рубан

## Роли в кино
- 1989 — Пиры Валтасара, или Ночь со Сталиным — эпизод 5
- 1990 — Мордашка — баскетболист
- 1991 — Действуй, Маня! — громила на рынке
- 1991 — Гениальная идея — Серёжа
- 1993 — Бегущий по льду / Ice Runner, The (США) — Горский
- 1993 — Операция «Люцифер» — актёр
- 1993 — Тайна королевы Анны, или Мушкетёры тридцать лет спустя — эпизод
- 1994 — Триста лет спустя — Семёныч
- 1995 — Ширли-мырли — мафиози-амбал
- 1996 — Линия жизни / Ligne de vie (Франция, Россия) — охранник
- 1996 — Научная секция пилотов — эпизод
- 1997 — «Бесноватые» — эпизод
- 1998 — Репетиция с Арнольдом (короткометражный)
- 2004 — Даже не думай 2: Тень независимости / Don’t Even Think! Independence Play — Телохранитель Бычко
- 2004 — Троя / Troy (США, Мальта, Великобритания) — эпизод
- 2006 — Моя прекрасная няня — тренер

## Театральные работы
- 1998 — «Не будите мадам» — Театр им. Моссовета
- 2004 — Музыкальный спектакль «Воины духа»

## Достижения
- первый чемпион СССР по армрестлингу[2]
- внесён в Книгу рекордов Гиннесса как самый тяжёлый культурист России и Европы
- признан самым высоким культуристом мира